# Eileen Davidson
Eileen Davidson (Artesia, 15 giugno 1959) è un'attrice statunitense.
È famosa per il ruolo di Ashley Abbott in Febbre d'amore e Beautiful e di Kristen DiMera ne Il tempo della nostra vita.

## Carriera
È nota al pubblico televisivo per il ruolo di Ashley Abbott nelle soap opera Febbre d'amore (The Young and the Restless; 1982-1988, 1999-in corso) e Beautiful (The Bold and the Beautiful; 2007-2008). Sempre nel campo delle soap opera ha interpretato il ruolo di Kelly Capwell dal 1992 al 1993 in Santa Barbara e il ruolo di Kristen Blake DiMera dal 1993 al 1998, dal 2012 al 2015, nel 2017, nel 2021 e nel 2023 ne I giorni della nostra vita.
Ha ricevuto due nomination all'Emmy Award (1998 e 2003). Negli anni ottanta ha preso parte ad alcuni film, come Non entrate in quel collegio (1983) e Città selvaggia (1989).

## Filmografia parziale

### Cinema
- Pigs Today - Porcelli oggi (Goin' All the Way!), regia di Robert Freeman (1982)
- Non entrate in quel collegio (The House on Sorority Row), regia di Mark Rosman (1983)
- Città selvaggia (Easy Wheels), regia di David O'Malley (1989)
- Eternity, regia di Steven Paul (1990)
- Symphoria, regia di Catherine Dao (2011)

### Televisione
- La Fenice (The Phoenix) - serie TV (1982)
- Febbre d'amore (The Young and the Restless) - soap opera, 1150 episodi (1982-1988, 1999-in corso)
- Broken Badges - miniserie TV, 7 episodi (1990)
- Santa Barbara - serie TV, 153 episodi (1992-1993)
- Il tempo della nostra vita (Days of our Lives) - soap opera, 348 episodi (1993-1998, 2012-2015, 2017, 2021, 2023)
- Beautiful (The Bold and the Beatiful) - soap opera, 137 episodi (2007-2008)
- Days of Our Lives: Beyond Salem – miniserie TV (2021-2022)

## Riconoscimenti

### Emmy Awards
Nomination:
- Miglior attrice protagonista in una serie drammatica, per I giorni della nostra vita, (1998)
- Miglior attrice protagonista in una serie drammatica, per Febbre d'amore, (2003)

### Soap Opera Digest Awards
Nomination:
- Miglior attrice protagonista in una soap-opera, per Febbre d'amore, (1986)
- Miglior eroina in una soap-opera, per Febbre d'amore, (1988)
- Miglior attrice protagonista in una soap-opera, per I giorni della nostra vita, (1997)
- Miglior attrice protagonista in una soap-opera, per I giorni della nostra vita, (1998)
- Miglior ritorno in una soap-opera, per Febbre d'amore, (2000)